# Justin Greenlee

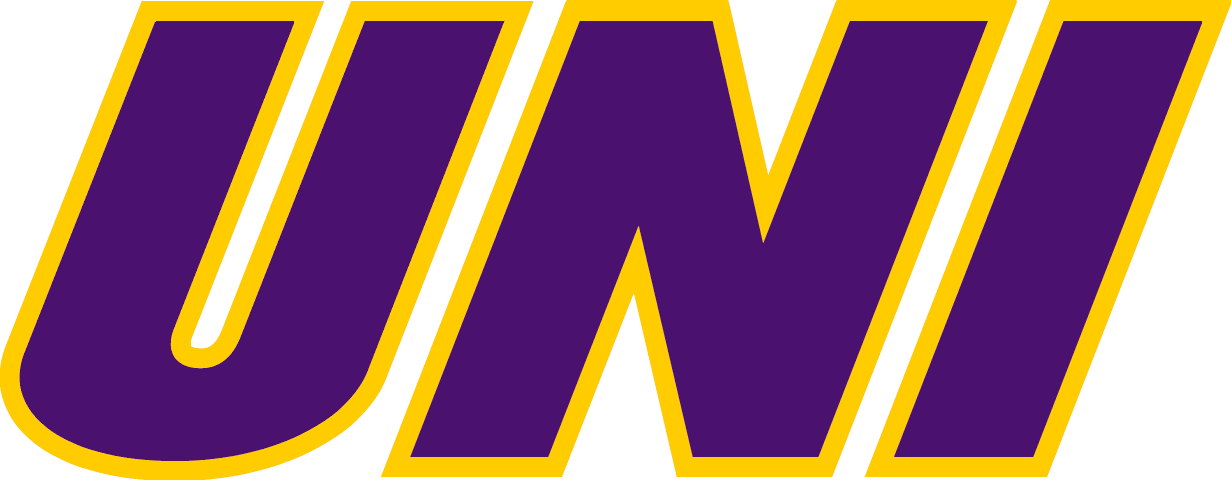
Zawodnik Northern Iowa Panthers

Justin Greenlee (ur. 28 lipca 1972) – amerykański zapaśnik w stylu wolnym. Złoto na mistrzostwach panamerykańskich w 1993. Siódmy na mistrzostwach świata juniorów w 1990 roku.
Zawodnik Waverly-Shell Rock Senior High School z Waverly i University of Northern Iowa. Trzy razy All-American (1993–1995) w NCAA Division I, drugi w 1994 i 1995; ósmy w 1993 roku.